# Carpinus omeiensis
Carpinus omeiensis är en björkväxtart som beskrevs av Hu Hsien-Hsu och Wen Pei Fang. Carpinus omeiensis ingår i släktet avenbokar, och familjen björkväxter. Inga underarter finns listade.